# 푸블리우스 플라비우스 베게티우스 레나투스

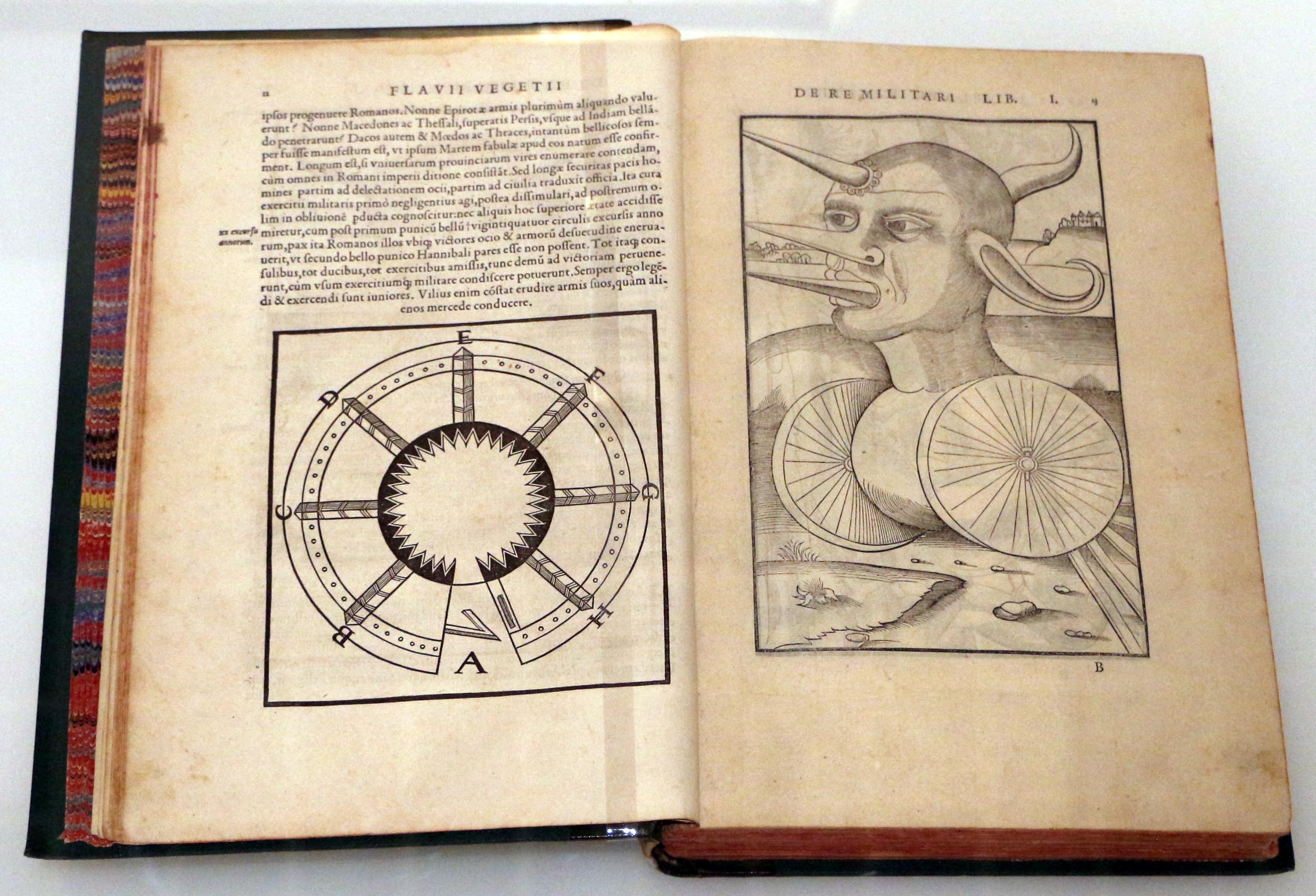

푸블리우스 플라비우스 베게티우스 레나투스(Publius Flavius Vegetius Renatus, ? ∼ ?)는 4세기 로마의 군사 저술가였다.
그의 출생 및 사망 연도는 불분명하며 생애에 대해서 별로 알려진 것이 없다. 다만 그의 신분은 볼테라의 라파엘(Raphael of Volterra)이 그를 콘스탄티노플 백작이라고 부른 자료에 근거하여 백작이었음을 알 수 있다. 관련 자료의 집필 시기는 대략 378∼392년 사이였다. 책 내용에 378년의 아드리아노플 전투와 관련된 이야기가 포함되어 있으며, 또한 책을 집필하여 황제 발렌티니아누스 2세에게 봉정했는데, 그의 재위 기간은 375∼392년이기에 그렇게 추정할 수 있다.